# فيرنر فون هيفتن
فيرنر فون هيفتن (بالألمانية: Werner von Haeften) ، من مواليد 9 أكتوبر عام 1908م، وهو طيار عسكري ألماني شارك في الحرب العالمية الثانية، أعدم بتاريخ 21 يوليو عام 1944م بتهمة مشاركته لمحاولة اغتيال أدولف هتلر.

## وصلة خارجية
- فيرنر فون هيفتن على موقع مونزينجر (الألمانية)

- Werner von Haeften (Character) في قاعدة بيانات الأفلام على الإنترنت